# NGC 514
NGC 514 je spirální galaxie s příčkou v souhvězdí Ryb. Její zdánlivá jasnost je 11,6m a úhlová velikost 3,5′ × 3,0′. Galaxie je vzdálená 115 milionů světelných let a její skutečný průměr 125 tisíc světelných let. Objekt objevil William Herschel v roce 1784.